# Las Colinas Golf & Country Club
De Las Colinas Golf & Country Club is een golfclub en een countryclub in Campoamor, ten zuiden van Alicante.
Las Colinas is een uitgebreid complex van 10.000 hectare met een golfbaan, een beachclub, restaurant, sushi bar, en enkele huizen en appartementen die te huur zijn. In het achterland groeien citroen- en sinaasappelbomen.
De golfafdeling wordt geleid door de Royal Troon Golf Club. Er wordt golfles gegeven onder leiding van Robert Mitchell. 
De golfbaan is een championshipcourse. Het landschap is licht glooiend, de baan is jong en dat geldt ook voor de bomen.
De club werd in juni 2010 geopend en wordt al in september 2011 gebruikt voor de eerste ronde van de Tourschool.